# Bedi, Gölpazarı
Bedi, trước 2014 là Üzümlü, là một xã thuộc huyện Gölpazarı, tỉnh Bilecik, Thổ Nhĩ Kỳ. Dân số thời điểm năm 2011 là 224 người.